# Hotepsekemui
Hotepsekemui je bio 1. faraon 2. egipatske dinastije i smatra ga se osnivačem te dinastije. Za njega se uglavnom zna jer je njegovo ime ispisano na leđima kipa svećenika Redžita. Prema Manetonu, vladao je 38 godina, a moderni izvori dokazuju da je vladao kraće, 15 ili 25 godina, s apsolutnim datumima početka - 2845. pr. Kr. - i kraja vladavine - 2825 pr. Kr.

## Ime
Hotepsekemui je kraljevo ime koje je dobio kao proglašeni bog Horus na zemlji, a znači "dvije sile su zadovoljne", dok mu je rodno ime Hotep. Njegovo kraljevsko, nebti ime, znači "Dvije gospodarice su u miru" (ili da "su zadovoljne"); dakle, Dvije dame - božice Gornjeg i Donjeg Egipta - miruju, te nema rata. To ime je možda dokaz da je u to doba u Egiptu bio mir, ili da je vladala snažna želja za mirom, koja se odrazila i na kralja. Maneton faraona zove Boethos, Bochos, Bochus. Njegovo ime i na egipatskom ima mnoge varijante.  

## Životopis
Hotepsekemuijevo podrijetlo je uglavnom nerazjašnjeno. On je najvjerojatnije bio sin zadnjeg faraona 1. dinastije - Kaaa, ili je bio njegov zet. Pokopao je Kaaa i sagradio mu spomenike, i uspostavio novu dinastiju; stvarnog prekida između dvije dinastije nije ni bilo.
Hotepsekemui je napravio inovacije i u religiji i u administraciji.
Tijekom vladavine ovog kralja, dogodio se potres u delti Nila.
Hotepsekemui je prekinuo staru tradiciju i premjestio mjesto za pokapanje iz Abida u Sakaru. Tamo je smještena i njegova grobnica.
Naslijedio ga je Raneb, njegov sin ili brat.

## Vanjske poveznice
- Hotepsekemui, 1. kralj 2. egipatske dinastije